# Max Wassmer
Max Wassmer (* 24. August 1887 in Thun; † 1. August 1970 in Bremgarten bei Bern) war ein Schweizer Chemiker, Unternehmer und Kunstsammler.

## Leben und Wirken
Wassmer studierte Chemie, war 1919 Mitbegründer der Cementwerke Därligen AG in Därligen und übernahm die Cementwerke in Würenlingen (bis zum Verkauf an den Holderbank-Konzern 1992 in Familienbesitz).
Seine erste Ehefrau war Tilli Wassmer-Zurlinden (1887–1972), mit der er Ricco Wassmer und Hans Wassmer (Verwaltungsratspräsident der Kibag Holding AG) zeugte.
Mit Tilli förderte Wassmer zeitgenössische Literatur, Musik und Theater. Bei sich zuhause im Schloss Bremgarten bei Bern, nahmen sie Dichter, Maler und Komponisten wie Hermann Hesse, Cuno Amiet und Othmar Schoeck auf. 1946 beteiligte sich Wassmer an der Gründung der Schweizerischen Geisteswissenschaftlichen Gesellschaft und war bis 1958 deren Quästor. „Die Gründung der Schoeck-Gesellschaft ist sein Verdienst. Der Schweizerischen Gesellschaft für Kunstgeschichte […] hat Wassmer als Quästor und Aktuar zum […] Ansehen verholfen.“ Seine Mitarbeit im Schweizerischen Werkbund wurde „hoch geschätzt“.

„Mit dem Schriftsteller Hermann Hesse war Max Wassmer eng befreundet. Viel von seiner philosophischen Abgeklärtheit und der Kraft, Ungemach zu ertragen, empfing er von Hermann Hesse. Die Liebe zur Musik verstärkte sich durch die Verbundenheit unter anderem mit Schoeck, Kienberger, Brun und Loeffel. Wertvolle Lehren erhielt Max Wassmer als aufnahmefähiger Zuhörer von den Malern Auberjonois, Louis Moilliet, Martin, Blanchet und François Barraud.“

Die Universität Bern verlieh ihm die Ehrendoktorwürde für „die enorme Arbeit, die [er] für die Kunstgeschichte und die Erhaltung der Kunstdenkmäler der Schweiz geleistet hat“.